# Guillermo del Toro's Pinocchio
Guillermo del Toro's Pinocchio (bra: Pinóquio por Guillermo del Toro; prt: Pinóquio de Guillermo del Toro) é uma animação musical franco-méxico-estadunidense de 2022 feita em stop motion, do gênero de fantasia sombria. Dirigida por Guillermo del Toro e Mark Gustafson, a animação é baseada no livro As Aventuras de Pinóquio de Carlo Collodi.
Pinocchio foi anunciado por Del Toro em 2008 e originalmente programado para ser lançado em 2013 ou 2014, mas o projeto entrou no inferno do desenvolvimento. Em janeiro de 2017, Patrick McHale foi anunciado como coroteirista do filme, mas em novembro de 2017, a produção foi suspensa, pois nenhum estúdio estava disposto a fornecer financiamento. A produção foi retomada no ano seguinte após ser adquirida pela Netflix.
Guillermo del Toro's Pinocchio teve sua estreia mundial no BFI London Film Festival em 15 de outubro de 2022. Foi lançado em cinemas selecionados em 9 de novembro de 2022 e em streaming em 9 de dezembro, pela Netflix. O filme foi aclamado pelos críticos, que elogiaram a direção de Del Toro e Gustafson, a animação, a trilha sonora e a dublagem. Venceu o Oscar de melhor filme de animação no Oscar 2023.

## Elenco
- Gregory Mann como Pinóquio
- Ewan McGregor como Grilo Falante
- David Bradley como Mestre Gepeto
- Christoph Waltz como a Raposa
- Tilda Swinton como a fada com cabelo turquesa
- Finn Wolfhard como Lampwick
- Ron Perlman como Mangiafuoco
- Tim Blake Nelson como o cocheiro
- Burn Gorman como o Carabiniere
- Cate Blanchett como Sprezzatura, a Macaca
- John Turturro como Mestre Cherry

## Enredo
Um boneco de madeira ganha vida em uma época muito complexa, na Itália submersa na era fascista do ano 1930.

## Produção

### Desenvolvimento
Em 2008, Guillermo del Toro anunciou que seu próximo projeto, uma adaptação mais sombria do romance italiano As Aventuras de Pinóquio, estava em desenvolvimento. Ele chamou Pinóquio de seu projeto de paixão, afirmando que: "nenhuma forma de arte influenciou minha vida e meu trabalho mais do que a animação e nenhum personagem na história teve uma conexão pessoal tão profunda comigo quanto Pinóquio", e "eu queria fazer este filme desde sempre". Em 17 de fevereiro de 2011, foi anunciado que Gris Grimly e Mark Gustafson seriam co-diretores de um filme de animação em stop motion de Pinóquio escrito por Guillermo del Toro e Matthew Robbins com base nos desenhos de Grimly, com a produção de Del Toro ao lado da The Jim Henson Company e Pathé. Em fevereiro de 2012, Del Toro lançou algumas artes conceituais com visuais de Pinóquio, Gepeto, o Grilo Falante, Mangiafuoco e a Raposa e o Gato. Em 17 de maio de 2012, Del Toro assumiu o cargo de Grimly. Em 30 de julho de 2012, foi anunciado que o filme seria produzido e animado pela ShadowMachine. Ele foi originalmente programado para ser lançado em 2013 ou 2014, mas o projeto entrou em um inferno do desenvolvimento, sem mais informações por anos.
Em 23 de janeiro de 2017, Patrick McHale foi anunciado para co-escrever o roteiro com del Toro. Em 31 de agosto de 2017, del Toro disse à IndieWire e no 74º Festival Internacional de Cinema de Veneza que o filme precisaria de US$ 35 milhões a mais ou seria cancelado. Em 8 de novembro de 2017, ele informou que o projeto não estava mais acontecendo, porque nenhum estúdio estava disposto a financiá-lo. A certa altura, Matthew Robbins considerou fazer o filme como um filme de animação 2D com o artista francês Joann Sfar para reduzir os custos, mas del Toro finalmente decidiu que tinha que ser em stop-motion, mesmo que o orçamento mais alto seria mais difícil de obter luz verde. Em 22 de outubro de 2018, foi anunciado que o filme havia sido revivido, como uma aquisição da Netflix.
A produção começou em Guadalajara, México e Portland, Oregon em 31 de janeiro de 2020.

### Escalação do elenco
Em 31 de janeiro de 2020, foi anunciado que Ron Perlman, Tilda Swinton, Ewan McGregor, Christoph Waltz e David Bradley haviam sido escalados para o elenco do filme. Daniel Radcliffe, Tom Waits e Christopher Walken foram previamente considerados. Radcliffe mais tarde permaneceria como produtor executivo do filme. Em 19 de agosto de 2020, Gregory Mann, Cate Blanchett, Tim Blake Nelson, Finn Wolfhard, John Turturro e Burn Gorman se juntaram ao elenco.

### Música
Em 8 de janeiro de 2020, Alexandre Desplat começou a compor a trilha sonora do filme, além de escrever músicas originais para o filme. O filme marca a segunda vez que Desplat e del Toro colaboraram em um filme, sendo o primeiro A Forma da Água. Nick Cave havia dito anteriormente em 23 de agosto de 2012, que ele seria o compositor do filme.

## Lançamento
Em novembro de 2018, a Netflix definiu a data de lançamento do filme para 2021. Em janeiro de 2021, o CEO da Netflix, Ted Sarandos, revelou que o lançamento do filme poderia ser adiado para 2022 ou mais tarde, com a ideia da Netflix de lançar seis filmes de animação por ano. Em dezembro de 2021, del Toro afirmou que seria lançado no último trimestre de 2022. Em janeiro de 2022, com o lançamento do primeiro prólogo do filme, foi anunciado que ele seria lançado em dezembro.

## Recepção
No site agregador de críticas Rotten Tomatoes, 97% das 92 críticas dos críticos foram positivas, com uma classificação média de 8,4/10. O consenso do site diz: "Pinóquio de Guillermo del Toro cumpre totalmente seu título - o que significa que é uma adaptação visualmente impressionante que abraça a escuridão de seu material de origem." O site Metacritic, que usa uma média ponderada, atribuiu ao filme uma pontuação de 83 de 100, com base em 26 críticos, indicando "aclamação universal".

## Premiações
- Prêmio de melhor animação pela Associação de Críticos de Cinema de Los Angeles.[24]
- Prêmio de melhor animação pela Associação de Críticos de Cinema de Chicago.[24]
- Prêmio de melhor animação pela Washington D.C. Area Film Critics Association.[25]
- Hollywood Music in Media Awards de melhor trilha sonora original em Filme de Animação.[26]
- Hollywood Music in Media Awards de Melhor Canção Original em Filme de Animação.[26]